# مسجد كامبونج كريام
مسجد كامبونج كريام يقع المسجد في منكقة كامبونج كريام، والتي تقع على بعد حوالي ثلاثة كيلومترات من بيكان توتونج في بروناي، تم البدء في بناء المسجد في عام 1990، واكتمل البناء في العاشر من شهر أبريل من عام 1991، مع نفقات قدرة بمبلغ 600،000.00 دولار، وكان استخدم المسجد لأول مرة في الرابع من شهر تشرين الأول من عام 1992، وقدرة المسجد الاستيعابية حوالي 300 مصلي في وقت واحد.